# Барбер, Тики
Атим Киамбу Барбер (англ. Atiim Kiambu Barber, более известен как Тики Барбер (англ. Tiki Barber); 7 апреля 1975, Блэксберг, Виргиния) — американский футболист, раннинбек. В течение десяти лет выступал в НФЛ в составе клуба «Нью-Йорк Джайентс». Трёхкратный участник Пробоула. На студенческом уровне выступал за команду Виргинского университета. На драфте НФЛ 1997 года был выбран во втором раунде.

## Биография

### Ранние годы
Атим Киамбу Барбер родился 7 апреля 1975 года в Блэксберге в штате Виргиния. Его имя в переводе с суахили означает «король с огненным нравом» (англ. fiery-tempered king). Он на несколько минут младше своего брата-близнеца Ронде. При рождении они весили около 2 кг каждый и первые несколько дней провели в кувезе, так как родились на три недели раньше срока. Их родители были студентами Политехнического университета Виргинии. Отец Джей Би Барбер играл раннинбеком в студенческой команде. Он ушёл из семьи, когда детям было четыре года. Мать Джеральдина Барбер-Хейл воспитывала их одна.

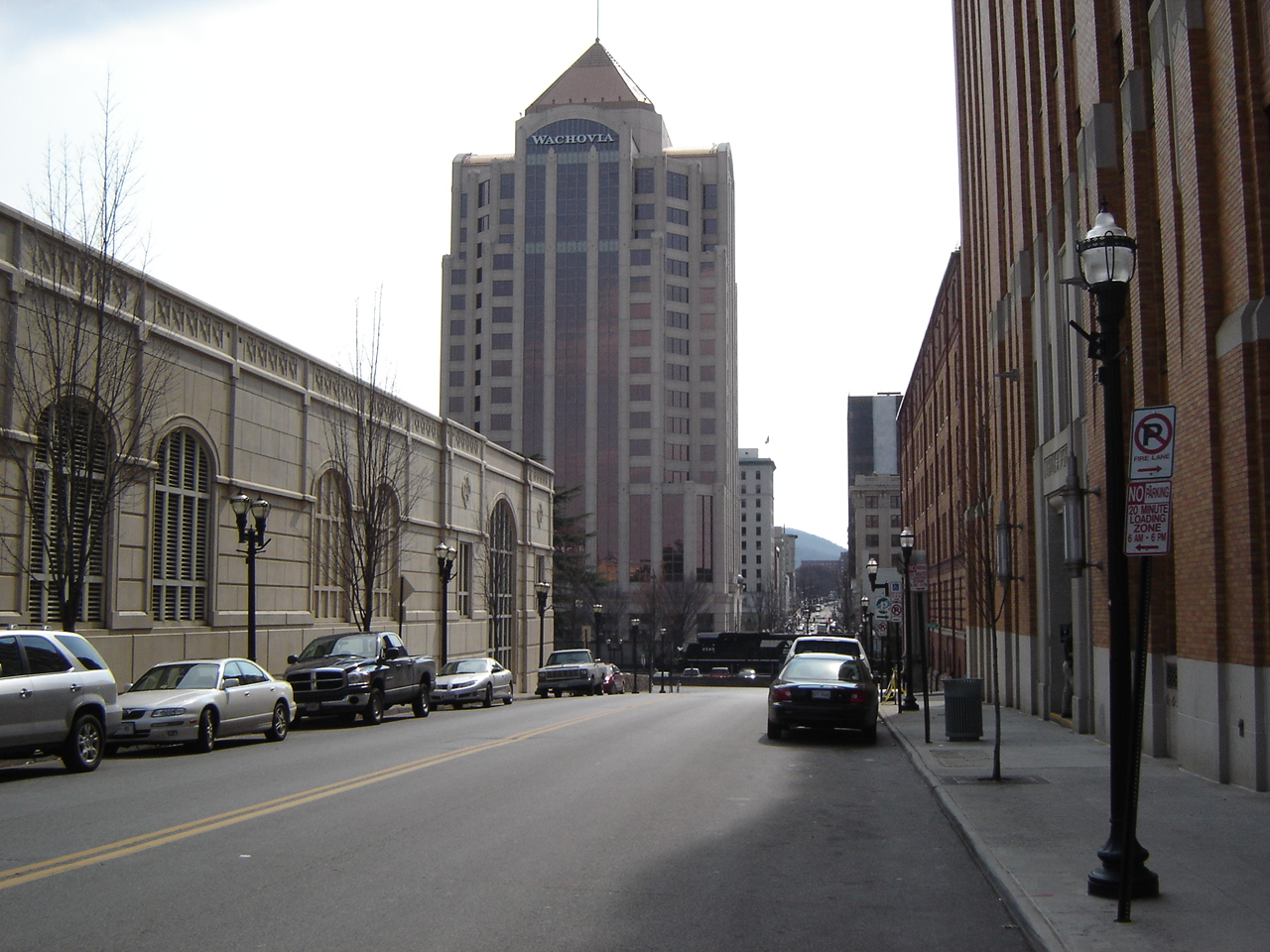
Даунтаун Роанока, в котором вырос Тики Барбер.

Детство Барбера прошло в Роаноке. Он рос спортивным ребёнком, но в возрасте двенадцати лет получил травму колена, упав в котлован на строительной площадке. Лечивший его врач заявил, что заниматься спортом он больше не сможет. Вопреки этим прогнозам, в старшей школе Кейв-Спринг Барбер начал играть в футбол.
В составе школьной команды Барбер играл на позиции раннинбека, был одним из её капитанов. На второй год выступлений он был признан игроком года в нападении в Долине Роанока. Газета Roanoke Times трижды подряд включала его в состав сборной звёзд округа. Два раза Барбер был признан Атлетом года. После выпуска рекрутинговая организация Super Prep, занимавшаяся оценкой молодых игроков, включила его в сборную звёзд страны. Всего за время выступлений он набрал на выносе 3628 ярдов с 41 тачдауном. Помимо футбола он занимался лёгкой атлетикой. Дважды Барбер становился победителем чемпионата штата по прыжкам в длину, один раз — в тройном прыжке. Его высшим достижением стало второе место в прыжках в длину на национальном школьном чемпионате 1992 года.
Будучи отличным спортсменом, Барбер также хорошо учился. В 1993 году он окончил школу со средним баллом 4,0 как валедикториан. Тогда же ему была присуждена школьная награда Найт Эворд, вручаемая ученику, добившемуся наибольших успехов в учёбе, спорте и внешкольной деятельности.

### Любительская карьера
Мать близнецов хотела, чтобы они продолжили получать образование в Политехническом институте Виргинии, ближайшем к Роаноку крупным учебным заведением, который окончила и она. Братья же не желали идти по стопам отца. В список колледжей, которые они рассматривали, входили Клемсонский и Мичиганский университеты, Калифорнийский университет в Лос-Анджелесе, университет штата Пенсильвания и Виргинский университет.
Клемсонский университет был вычеркнут после визита туда: Барберу не понравилось привилегированное положение спортсменов, у которых даже имелась отдельная столовая. Мичиганский университет располагал очень сильной футбольной командой и он опасался, что там его переведут на другую позицию. По разным причинам отпали варианты с обучением в Калифорнии и Пенсильвании. В итоге Барбер сделал выбор в пользу Виргинского университета, считавшегося лучшим учебным заведением в штате. Первоначально он поступил в инженерную школу университета и в интервью U.S. News & World Report рассказывал, что мечтает стать астронавтом. Позднее Барбер увлёкся компьютерными технологиями и перевёлся в Школу коммерции имени Пола Макинтайра.

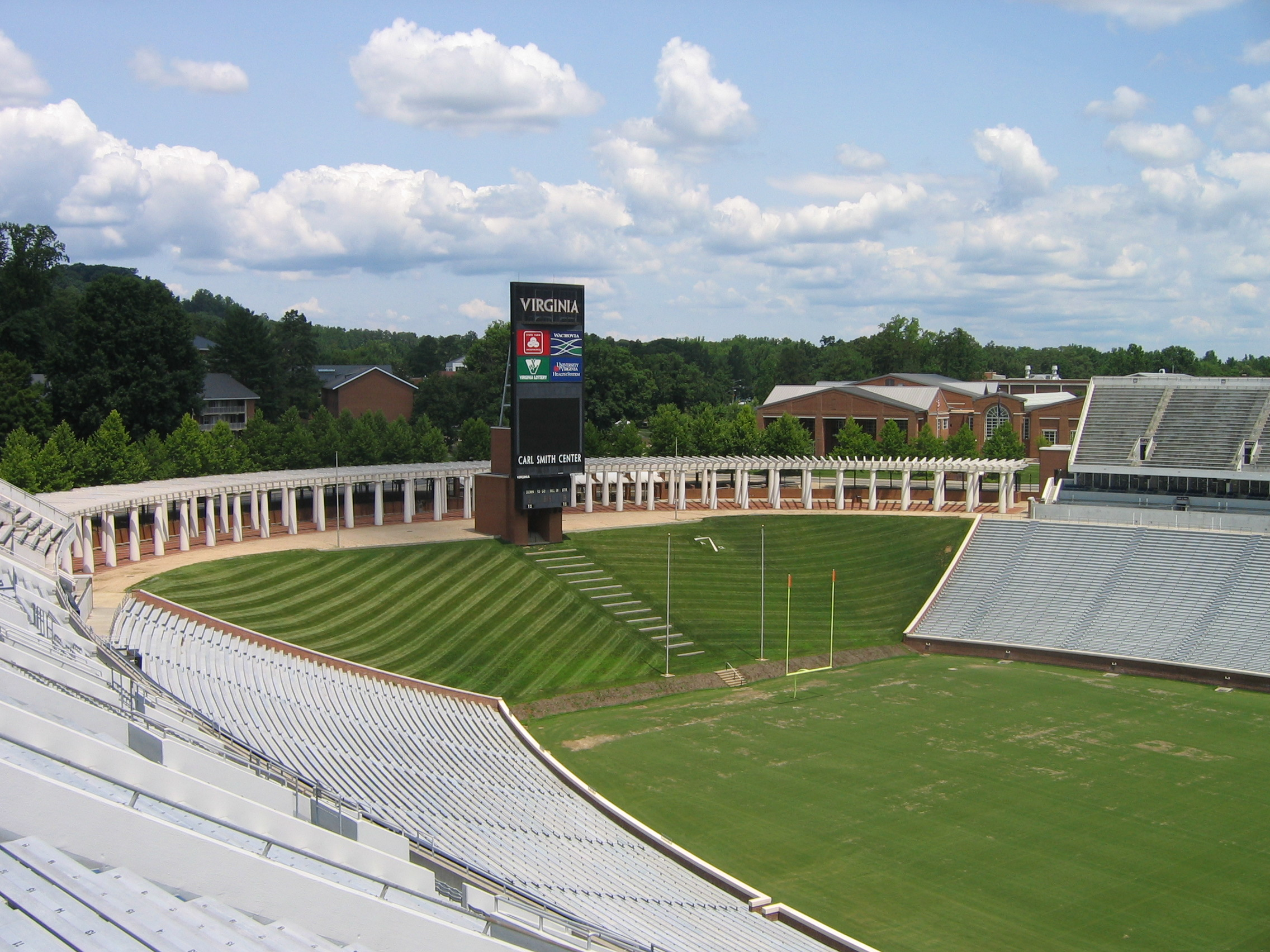
Вид с трибун «Скотт-стэдиум», домашней арены команды Виргинского университета.

В Виргинском университете образование всегда ставилось выше занятий спортом и в первые годы обучения Барбер не выделялся на фоне однокурсников. В дебютном для себя сезоне 1993 года он играл мало, не набрав выносом и пятидесяти ярдов. В 1994 году его игровое время выросло, он проявил себя как игрок специальных команд на возвратах мяча. В последующее межсезонье Барбер набрал дополнительную мышечную массу, а к началу турнира стал игроком основного состава команды — стартовый бегущий «Виргинии Кавальерс» получил травму колена. В матче открытия сезона 1995 года, транслировавшегося в прямом эфире национального телевидения, он занёс 81-ярдовый тачдаун и получил травму плеча после удара от лайнбекера Джарретта Айронса.
Сезон 1995 года сделал Барбера звездой студенческого футбола. Он быстро восстановился после травмы и стал одним из лидеров нападения команды, демонстрируя отличные видение поля и скоростные качества. В семи играх подряд ему удавалось набирать выносом более 100 ярдов. Главный тренер «Кавальерс» Джордж Уэлш сравнивал его с ведущим раннинбеком НФЛ тех лет Эммиттом Смитом. Второго ноября «Виргиния Кавальерс» сенсационно обыграла команду университета штата Флорида со счётом 33:28. Барбер в этом матче полностью переиграл звёздную защиту соперника, набрав 193 ярда на выносе и сделав тачдаун на приёме. Сам он позднее назвал эту игру величайшим моментом в своей студенческой карьере. Всего в том году он набрал на выносе 1397 ярдов, установив рекорд университета, и сделал 14 тачдаунов. Его включили в состав символической сборной звёзд конференции ACC, он вошёл в число финалистов Награды Доука Уокера лучшему риннинбеку студенческого футбола и был признан самым выдающимся игроком Виргинии.

#### Статистика выступлений в NCAA
| Сезон | Команда            | Игры | Приём | Приём | Приём | Приём | Вынос | Вынос | Вынос | Вынос |
| Сезон | Команда            | Игры | Rec   | Yds   | Y/A   | TD    | Att   | Yds   | Y/A   | TD    |
| ----- | ------------------ | ---- | ----- | ----- | ----- | ----- | ----- | ----- | ----- | ----- |
| 1993  | Виргиния Кавальерс | 8    | 1     | 2     | 2,0   | 0     | 16    | 41    | 2,6   | 0     |
| 1994  | Виргиния Кавальерс | 10   | 19    | 126   | 6,6   | 0     | 120   | 591   | 4,9   | 3     |
| 1995  | Виргиния Кавальерс | 12   | 22    | 216   | 9,8   | 2     | 265   | 1 397 | 5,3   | 14    |
| 1996  | Виргиния Кавальерс | 11   | 22    | 258   | 11,7  | 0     | 250   | 1 360 | 5,4   | 14    |
| Всего | Всего              | 41   | 64    | 602   | 9,4   | 2     | 651   | 3 389 | 5,2   | 31    |

### Профессиональная карьера

#### Статистика выступлений в НФЛ

##### Регулярный чемпионат
| Сезон | Команда           | Игры | Приём | Приём | Приём | Приём | Вынос | Вынос  | Вынос | Вынос |
| Сезон | Команда           | Игры | Rec   | Yds   | Y/A   | TD    | Att   | Yds    | Y/A   | TD    |
| ----- | ----------------- | ---- | ----- | ----- | ----- | ----- | ----- | ------ | ----- | ----- |
| 1997  | Нью-Йорк Джайентс | 12   | 34    | 299   | 8,8   | 1     | 136   | 511    | 3,8   | 3     |
| 1998  | Нью-Йорк Джайентс | 16   | 42    | 348   | 8,3   | 3     | 52    | 166    | 3,2   | 0     |
| 1999  | Нью-Йорк Джайентс | 16   | 66    | 609   | 9,2   | 2     | 62    | 258    | 4,2   | 0     |
| 2000  | Нью-Йорк Джайентс | 16   | 70    | 719   | 10,3  | 1     | 213   | 1 006  | 4,7   | 8     |
| 2001  | Нью-Йорк Джайентс | 14   | 72    | 577   | 8,0   | 0     | 166   | 865    | 5,2   | 4     |
| 2002  | Нью-Йорк Джайентс | 16   | 69    | 597   | 8,7   | 0     | 304   | 1 387  | 4,6   | 11    |
| 2003  | Нью-Йорк Джайентс | 16   | 69    | 461   | 6,7   | 1     | 278   | 1 216  | 4,4   | 2     |
| 2004  | Нью-Йорк Джайентс | 16   | 52    | 578   | 11,1  | 2     | 322   | 1 518  | 4,7   | 13    |
| 2005  | Нью-Йорк Джайентс | 16   | 54    | 530   | 9,8   | 2     | 357   | 1 860  | 5,2   | 9     |
| 2006  | Нью-Йорк Джайентс | 16   | 58    | 465   | 8,0   | 0     | 327   | 1 662  | 5,1   | 5     |
| Всего | Всего             | 154  | 586   | 5 183 | 8,8   | 12    | 2 217 | 10 449 | 4,7   | 55    |

## Личная жизнь
Со своей будущей супругой Виргинией Джой Ча Барбер познакомился в 1994 году. Её отец был уроженцем КНДР, сбежавшим в Южную Корею, а затем работавшим на американские власти в Южном Вьетнаме.